# Ledeboer (geslacht)
Ledeboer is een patriciërsgeslacht afkomstig uit Noordrijn-Westfalen (Duitsland) dat in Nederland enkele firmanten en predikanten voortbracht. Het geslacht Ledeboer werd eind 19de eeuw opgenomen in het Stam- en Wapenboek van A.A. Vorsterman van Oijen. In de 20ste eeuw werd de familie opgenomen in het genealogische naslagwerk Nederland's Patriciaat.

## Enkele telgen
- Johannes Ledeboer (1754 - 1780), predikant en slachtoffer van een moordaanslag
- Lambertus Gerardus Cornelis Ledeboer (1808–1863), predikant en stichter Ledeboeriaanse Gemeenten
- Abraham Ledeboer (1842-1897), firmant in de textielfabriek Van Heek
- Helmich Ledeboer (1844-1912), firmant van de bankiersfirma Ledeboer & Co., een voorloper van de Twentsche Bank
- Abraham Ledeboer (1877-1966), firmant in de textielfabriek Van Heek
- Abraham Ledeboer (1903-1944), medefirmant van textielfabriek Van Heek; naar hem werd het Abraham Ledeboerpark in Enschede genoemd

Geslachten die opgenomen zijn in het sinds 1910 verschijnende genealogische naslagwerk Nederland's Patriciaat. Lijst volgens opgave van het CBG Centrum voor familiegeschiedenis.
A · B · C · D · E · F · G · H · I · J · K · L · M · N · O · P · Q · R · S · T · U · V · W · Y · Z